# Hans Christoph von Königsmarck (Feldmarschall)

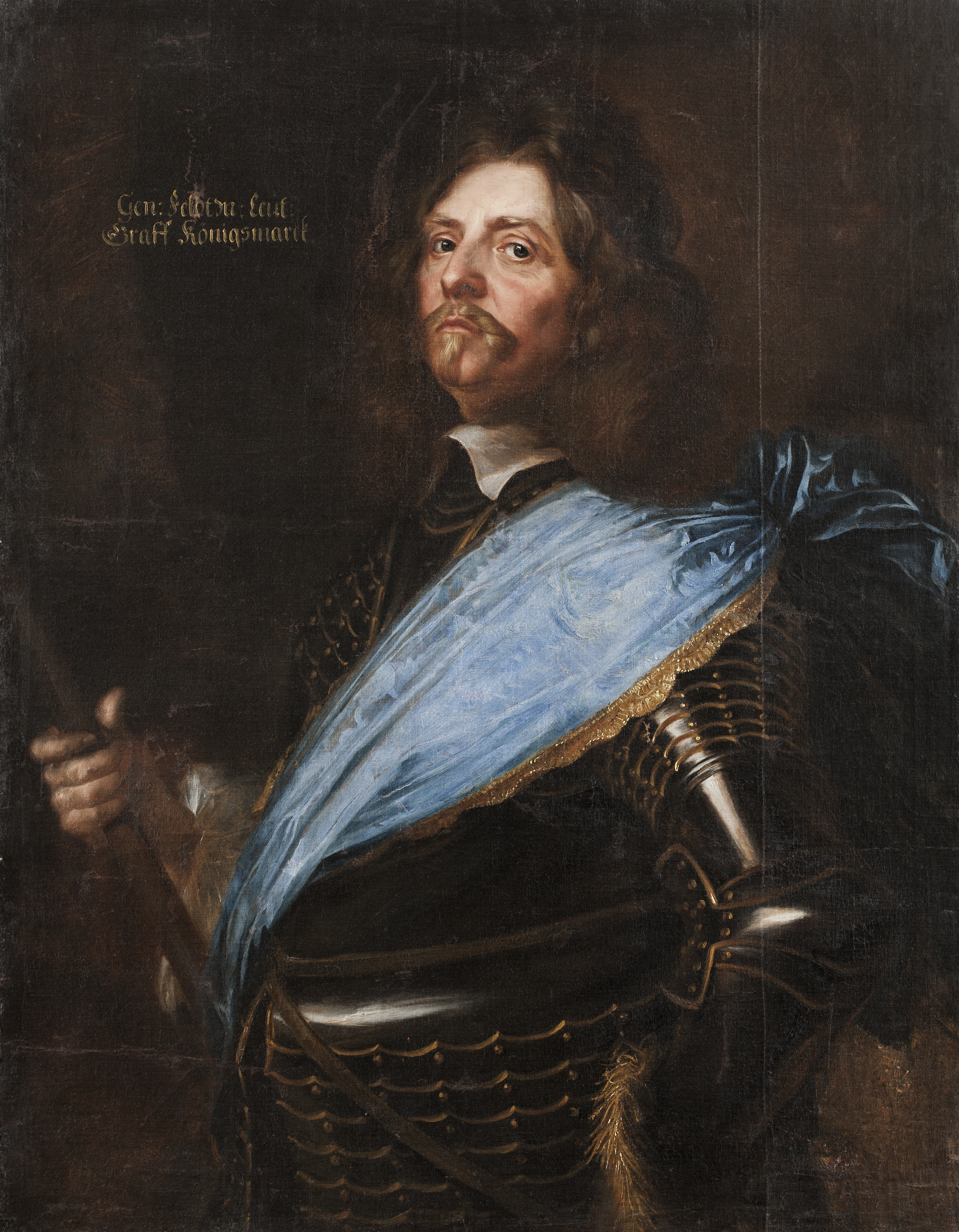
Hans Christoph von Königsmarck 1651, von Matthäus Merian dem Jüngeren

Hans Christoph Graf von Königsmarck (auch Hans Christoff, Hans Christopher oder Hans Christoffer von Königsmark; * 12. Dezember 1605 in Kötzlin in der Prignitz, Mark Brandenburg; † 8. März 1663 in Stockholm) war ein deutscher Heerführer in schwedischen Diensten.

## Leben
Hans von Königsmarck stammte aus einem alten märkischen Geschlecht. Er ist der Sohn des kaiserlichen Rittmeisters Konrad von Königsmarck und dessen Ehefrau Beatrix von Blumenthal. Seine Erziehung erhielt er als Page am Hof des Herzogs Friedrich Ulrich von Braunschweig-Lüneburg.
Er trat zu Beginn des Dreißigjährigen Kriegs im Jahr 1620 ins kaiserliche Regiment Sachsen-Lauenburg ein. Nach der Auflösung der Truppen Wallensteins 1630 wurde er abgedankt, um im nächsten Jahr nach der ersten Schlacht bei Breitenfeld in die Dienste des schwedischen Königs Gustav Adolf zu treten, für den er eine Kompanie Dragoner anwarb. Im Jahr 1632 zog er als Hauptmann mit ins Erzstift Bremen und ins Hochstift Verden, 1633 wurde er zum Major befördert, 1634 zum Oberstleutnant. 1635 ernannte man ihn zum Oberst und er übernahm das vorherige Regiment von Claus Dietrich von Sperreuth, nachdem dieser in kaiserliche Dienste gewechselt war.
1637 verteidigte von Königsmarck Lemgo gegen eine kaiserliche Belagerung, bis er kapitulieren musste. 1639 wurde er schwedischer Befehlshaber in Westfalen und unternahm in den nächsten Jahren mit einem mobilen Reiterverband verheerende Plünderzüge bis in den Süden Deutschlands.
1642 begleitete er General Lennart Torstensson nach Schlesien, leitete im Treffen bei Schweidnitz den ersten Angriff, durchzog hierauf das Kurfürstentum Sachsen, befehligte in der zweiten Schlacht bei Breitenfeld am 2. November den linken Flügel und nahm dann an der Einnahme Leipzigs sowie der erfolglosen Belagerung Freibergs teil. Als Torstensson nach Böhmen ging, blieb Königsmarck in Mitteldeutschland zurück und eroberte Mellrichstadt, Aschersleben, Halberstadt und Osterwieck.
1644 rückte er während des Torstenssonkrieges gegen die vom dänischen Königssohn Friedrich regierten Stifter Bremen und Verden vor und konnte letzteres einnehmen, bevor er zur Unterstützung Torstenssons gegen die kaiserliche Armee unter Matthias Gallas nach Bernburg und Magdeburg ziehen musste. Nach der erfolgreichen Blockade von Gallas’ Truppen kehrte Königsmarck ins Stift Bremen zurück, das er mit der Kapitulation Stades am 15. Februar 1645 vollständig eroberte. Mitte 1645 zwangen Torstensson und er den sächsischen Kurfürsten Johann Georg, den Waffenstillstand von Kötzschenbroda abzuschließen.
Anfang 1647 zog Königsmarck im Hochstift Halberstadt Kontributionen ein und verstärkte seine Truppen für einen Feldzug nach Niedersachsen, wo er im Mai Fürstenau und Vechta einnahm. Im Juni zog er weiter nach Westfalen, beunruhigte mit einem Vorstoß bis Telgte den Friedenskongress in Münster und belagerte anschließend Wiedenbrück. Nach der Kapitulation der Stadt am 15. Juli versuchte Königsmarck erfolglos, Warendorf einzunehmen, und begann zusammen mit den Hessen unter General Rabenhaupt eine Belagerung Paderborns. Ein Vorstoß der Kaiserlichen unter Guillaume de Lamboy gegen die hessen-kasselschen Stützpunkte in Ostfriesland zwang Schweden und Hessen, die Belagerung wieder aufzugeben. Lamboy war nach der Einnahme einiger hessischer Stützpunkte nach Rheine zurückgegangen, wo sich Kaiserliche und die Schweden unter Königsmarck fast zwei Monate lang ergebnislos gegenüberlagen, bis letzterer aus Mangel an Proviant abziehen musste.
Anfang 1648 zog Königsmarck mit schwedischen Hauptarmee unter Carl Gustav Wrangel nach Franken, unternahm aber weiterhin eigenständige Aktionen. Ende März zog er nach Eger, um die Blockade der Festungsstadt durch den Pilsener Stadtkommandanten Jan van der Croon aufzuheben. Königsmarcks Reiter durchbrachen Croons Blockade zwischen Wunsiedel und Waldsassen und brachten am 6. April dringend benötigten Proviant in die ausgehungerte Stadt. Zurück bei der Hauptarmee nahm Königsmarck entscheidenden Anteil am Sieg von Zusmarshausen am 17. Mai. Am 5. Juli 1648 erschien er in der nördlichen Oberpfalz und belagerte die Burg Falkenberg. Mit zwei Geschützen wurde die Burg unter Beschuss genommen, aber erst aus Eger herbeigeschaffte großkalibrige Kanonen erzwangen nach dreitägiger Beschießung am 10. Juli 1648 die Kapitulation. Zwei Schwedenkreuze bei der Schlosskapelle erinnern daran. Von der Oberpfalz aus marschierte er anschließend nach Böhmen. Dort eroberte er die Burg Petschau im Kaiserwald in Böhmen, die dabei schwer beschädigt wurde. Am 26. Juli eroberte im Handstreich die Prager Kleinseite und machte dabei ungeheure Beute. Der Prager Kunstraub auf Befehl Königin Christinas von Schweden wurde dabei maßgeblich von ihm organisiert.
Wahrscheinlich auf Empfehlung des Obristleutnants Wilhelm von Micrander nahm Fürst Ludwig I. von Anhalt-Köthen den Grafen Hans Christoffer im Juni 1648 in die Fruchtbringende Gesellschaft auf. Der Fürst verlieh dem Grafen den Gesellschaftsnamen der Streitende und die Devise ein Bessers zu erlangen. Als Emblem wurde ihm das große Fünffingerkraut (Potentilla recta L.) zugedacht. Im Köthener Gesellschaftsbuch findet sich Königsmarcks Eintrag unter der Nr. 515. Hier ist auch das Reimgesetz verzeichnet, welches dieser anlässlich seiner Aufnahme verfasst hat:
Es ist ein schön gewächs’ und heißt Fünffingerkraut

Der großen art so nur mit bösem schleime streitet.

Der Streitend' ist mein Nahm’, er ward mir anvertraut

Weil oftmals in dem Krieg’ ein schleim wird Zubereitet

Zu hindern guten Zweck, Zu stürtzen, was man baut;

Hier streitet dan ein Held, bis das er abgeleitet

Die Hinderung, und biß ein beßers ist erlangt

Wol dem' in deßen thun gemeiner nutzew prangt.
Er wurde zum schwedischen Feldmarschall und unter dem Titel Graf von Westerwik und Stegholm zum Generalgouverneur von Bremen und Verden ernannt und ließ sich für diese Aufgabe das Schloss Agathenburg errichten, außerdem erhielt er die Ämter Amt Neuhaus und Rotenburg an der Wümme. Als Gouverneur konnte er Bremen-Verden relativ unabhängig von der schwedischen Krone regieren. 1651 wurde er aufgrund seiner Verdienste im Krieg in den schwedischen Reichsrat aufgenommen, obwohl Ausländer eigentlich nicht Mitglied werden durften. Beim Beginn des Kriegs mit Polen wurde er 1656 auf der Seefahrt nach Preußen von den Danzigern gefangen und bis zum Frieden von Oliva 1660 in der Festung Weichselmünde gefangen gehalten.
Am 8. März 1663 starb Hans Christoph von Königsmarck in Stockholm an einer Blutvergiftung, begraben wurde er in Stade.

„Hans Christoph, schwedischer Generalfeldmarschall und Graf zu Westerwyk und Stegholm, wurde, nach erfolgtem Friedensschlusse, zum Gouverneur der schwedisch gewordenen Herzogtümer Bremen und Verden ernannt und baute sich ein Residenzschloss zu Stade, das er seiner Gemahlin, der schönen Agathe von Leesten, zu Ehren die Agathenburg nannte. Sein Tod aber erfolgte nicht zu Stade, sondern zu Stockholm, am 20. Februar 1663. Er starb daselbst an den Folgen einer Hühneraugenoperation, nachdem er in vierzig Schlachten und Belagerungen allen Gefahren glücklich entgangen war. Er soll eine jährliche Rente von 130 000 Talern gehabt haben. Für jene Zeit eine enorme Summe.“

## Familie

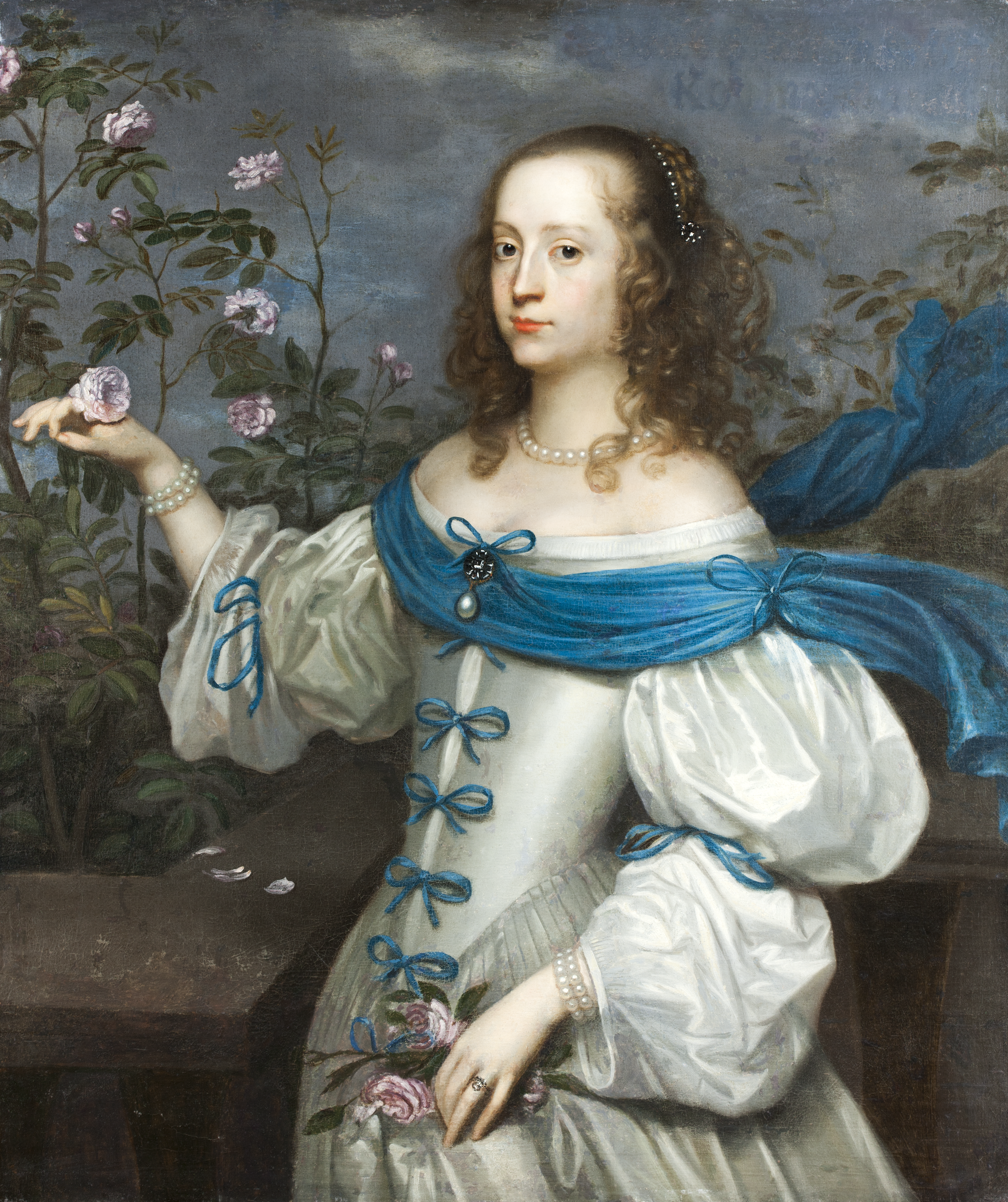
Beate Elisabeth, Tochter von Hans Christoph und Agathe von Königsmarck

Er war mit Agathe von Leesten († 5. Dezemberjul. / 15. Dezember 1671greg.) verheiratet. Sie war die Tochter des brandenburgischen Edelmanns Christoph von Leesten. Das Paar hatte folgende Kinder:
- Kurt Christoph (1634–1673), niederländischer Generalleutnant
- Beate Elisabeth (1637–1724) ⚭ Pontius Friedrich De la Gardie (1630–1692), Sohn von Jakob De la Gardie
- Otto Wilhelm (1639–1688), Oberkommandierender der venezianischen Streitkräfte